# Camaridium insolitum
Camaridium insolitum är en orkidéart som först beskrevs av Robert Louis Dressler, och fick sitt nu gällande namn av Mario Alberto Blanco. Camaridium insolitum ingår i släktet Camaridium och familjen orkidéer.
Artens utbredningsområde är Panamá. Inga underarter finns listade i Catalogue of Life.